# ロバート・ベルデラ
ロバート・アンドリュー・ベルデラ・ジュニア（英語: Robert Andrew Berdella Jr., 1949年1月31日 - 1992年10月8日、 Robert Andrew Berdella Jr.）は「カンザスシティの屠殺者」として知られるアメリカの連続殺人犯。1984年から1987年までのミズーリ州カンザスシティで少なくとも6人の男性を 強姦し、拷問 、殺害、最大6週間の監禁し有罪判決を受けた。  
「私の最も暗いファンタジーのいくつかは私の現実になりつつある」と自身の殺人事件を説明して  有罪を認め、最級殺人で無期懲役のための仮釈放の可能性なしを言い渡される。1988年8月最初の犠牲者ラリー・ピアソンから以降1988年12月までの電荷殺人および第二級殺人の4つの罪状を認める 。収監中のミズーリ州立刑務所にて1992年10月に心臓発作で死去。

## 生い立ち・少年期
1949年1月31日、ベルデラはオハイオ州のカヤホガ・フォールズで、フォード・モーター社の金型工として働くロバート・アンドリュー・ベルデラ・シニアとメアリー・ルーイズ・ベルデラの2人の息子の長男として生まれた。 ベルデラの父親はイタリア系の敬虔なローマカトリック教徒で、母親はドイツ系とイギリス系だった。家族は定期的にミサに出席し、両方の息子は定期的に宗教教育コースに出席した。
子供の頃のベルデラは賢かったものの、家の外で遊ぶことは滅多になく、また運動が苦手で1人でいることが多く、社交のために友人が来ることは滅多になかった。また、彼は言語障害があり、強度の近視だったので、5歳の頃から分厚い眼鏡をかけていた。7歳年下の弟のダニエルは他の人とすぐに仲良くなれ、運動神経が悪いベルデラと全く違うタイプであり、またベルデラの父親はスポーツを重んじていたため、ベルデラを出来の悪い子供と考えることになっていった。学校でも学業は優秀だったものの、人見知りや運動ができないことからいじめられていた。

## カンザスシティへ
ベルデラは1967年から1969年までカンザスシティ・アートインスティテュートに在籍していた  。  
この間、彼は有罪判決を受けたが、アンフェタミンの販売で停職判決を受けた。  3,000ドルの債券、  彼は後にLSDとマリファナの所持で逮捕されたが、証拠の欠如により告発は取り下げられた。 

### 4315 Charlotte Street
1969年、彼は犯罪現場であるシャーロット4315番の家を購入した。

## 最初の告発

### 司法取引
1988年9月13日に残った5人の殺人容疑について、2人の弁護人の同意を得て最初は無罪を主張したにもかかわらず、ベルデラは検察官とこれらの残りの容疑での死刑を回避することに合意した。 

## 告白
この嘆願の合意において、ベルデラは、誰が殺したか、各犠牲者にどんな屈辱が与えられたか、各犠牲者をどのように殺したか、そして彼が彼らの体で何をしたかをグラフィックで告白することに同意した。 
これらの自白は、1988年12月13日から15日の間に検察官に届けられた。
実際の拷問記録内にコード化された注釈を参照して、ベルデラは、略記されたエントリの多くは、被害者に与えた虐待の方法の略語であると認めた。 たとえば、「CP」と書かれたエントリは、被害者を封じ込めるために犠牲者に注入したクロルプロマジンの注入を指し、「DC」と書かれたエントリは、クリーナーで目の洗浄を指します声帯内の物質の排出または注入。 「EK」または「EKG」と書かれたエントリは、捕虜に電気ショットで施された拷問方法に言及していたが、他のエントリにはベルデラが犠牲者に薬物を投与した解剖学的位置も含まれていた。たとえば、犠牲者のジェームス・フェリスに関連して、ベルデラは「2 1/2 ket nk shoulder」と記した記事を書いた。
彼の犠牲者「ゆるいギャグ、安静に抵抗しない」または「非常に遅れた呼吸、いびき」などの他のエントリは、それ自体でさらに説明された。
のど、声帯、目、身体のこれらの部分を役に立たないようにする意図での手のドキドキ。 
別の拷問方法は、爪と性器の下への針の挿入だった。さらに、ベルデラは、被害者が続くたびに虐待のレベルが増加していることを告白し、被害者を撮影したポラロイド画像を「トロフィーまたはイベントログ」として見ていた。

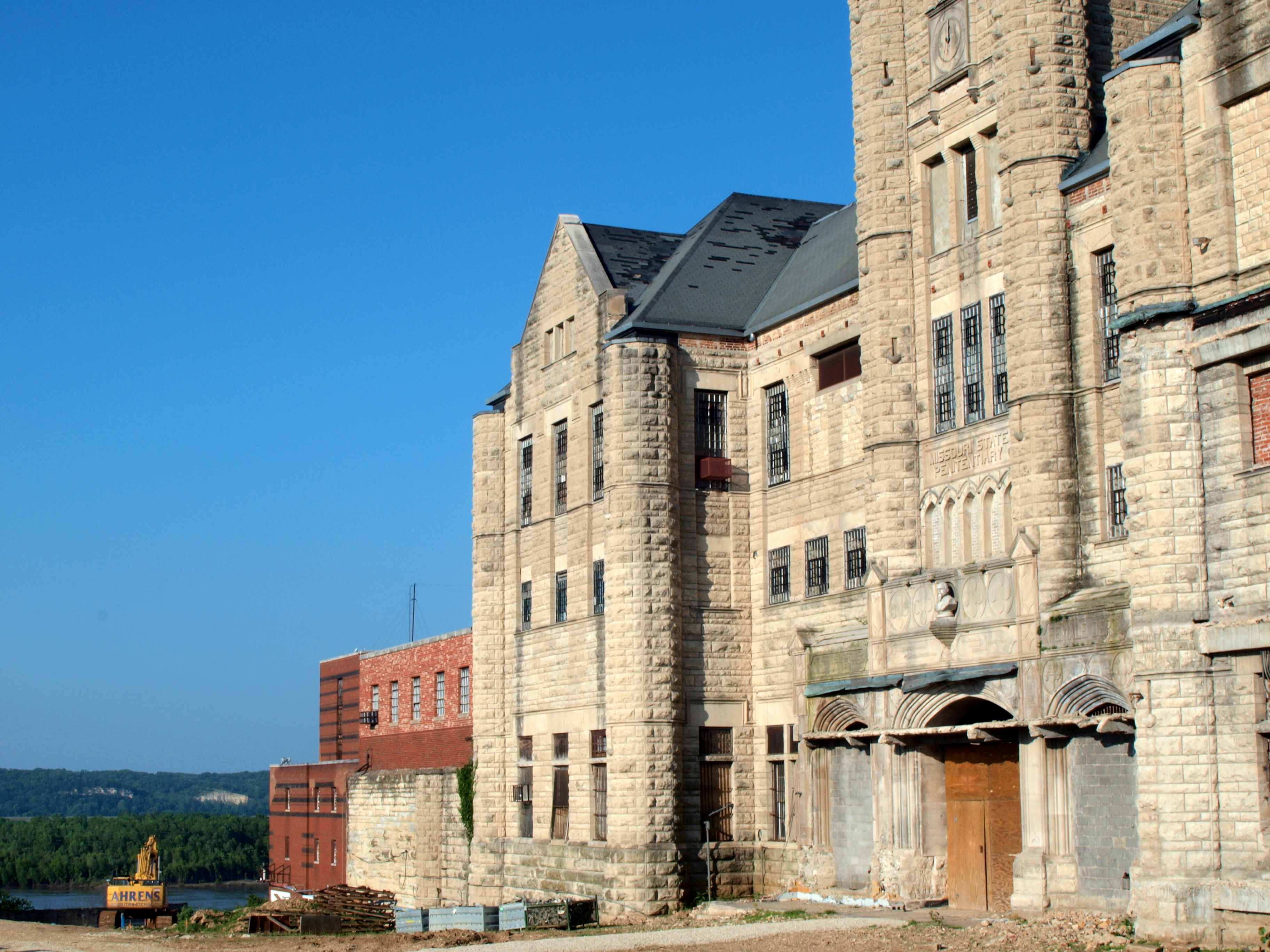
ミズーリ州立刑務所 、ベルデラは1992年に死ぬまで収監されていた

## メディアで
- 2009年の長編映画「 ベルデラ」は、ロバートベルデラが犯した殺人事件に基づく。ウィリアム・タフトによる脚本・監督、ポール・サウスとの共同監督で制作されたこの映画は、セス・コレアがベルデラとして主演 [10] 。

### テレビ
- 2004年のドキュメンタリー、 Bazaar Bizarre  –   時々 ジェームズ・エルロイ・プレゼンツ・バザール・ビザール  –   ジャーナリストのトム・ジャックマンの著書「 埋葬の儀式」に基づいており、ベンジャミン・ミード監督。 バザール・ビザールは、ベルデラが犯した殺人事件について語り、彼の死前のベルデラとのインタビューのアーカイブ映像を収録。 クリストファー・ブライソンは、このドキュメンタリーのためにインタビューされた人の一人 [11] [12] [13] 。

## 参照資料
1. ↑  “Bob Berdella”. Orlando Sentinel. (2014年7月20日) 2017年5月20日閲覧。
2. 1 2  Jackman, Tom; Cole, Troy (1995) [1992]. Rites of Burial. London: Virgin. ISBN 0-86369-996-0. LCCN 93--12489. OCLC 40330251. OL OL17075631M
3. ↑  “Robert A. Berdella, Already Convicted of One Count of First-Degree Murder, Pleads Guilty to A Second Charge”. Orlando Sentinel. (1988年12月20日) 2017年5月20日閲覧。
4. ↑  Bovsun, Mara (2016年7月23日). “Kansas City Sicko Kept Detailed Diary, Photos of Sex Torture, Bondage and Murder”. New York Daily News (New York City: Tronc) 2017年5月19日閲覧。
5. ↑  Newton, Michael (2002). The Encyclopedia of Kidnappings. Facts On File Crime Library. New York: Facts On File. p. 25. ISBN 978-0-8160-4486-3. LCCN 2001-40170. OCLC 593209888. OL 9741936M
6. ↑  Federal Reserve Bank of Minneapolis Community Development Project. "Consumer Price Index (estimate) 1800–" (英語). Federal Reserve Bank of Minneapolis. 2019年1月2日閲覧。
7. ↑  Robbins, William; Times, Special To the New York (1988年12月20日). “Missourian Admits Murders of 5 Men” (英語). The New York Times. ISSN 0362-4331 2019年8月11日閲覧。
8. ↑  “NY Daily News - We are currently unavailable in your region”. www.tribpub.com. 2019年8月11日閲覧。
9. ↑  Sias, James (2016-09-07) (英語). The Meaning of Evil. Springer. ISBN 9781137568229
10. ↑  Scherstuhl (2009年9月24日). “Berdella: The Movie is torture to sit through”. The Pitch. 2018年9月15日時点のオリジナルよりアーカイブ。2018年9月15日閲覧。
11. ↑  Gore (2005年11月8日). “Bazaar Bizarre”. filmthreat.com.  Film Threat. 2017年3月18日閲覧。
12. ↑  “Crime Documentary: Bazaar Bizarre”.   crimedocumentary.com (2014年7月15日). 2017年6月5日閲覧。
13. ↑  Logan (2004年9月9日). “The Lighter Side of Torture”. The Pitch. 2018年9月3日時点のオリジナルよりアーカイブ。2018年9月3日閲覧。 “Meade cuts to commentary by the Rev. Roger Coleman, who spent an agonizing time counseling a suicidal Berdella during the killer's initial incarceration. Four years later, a panicked Berdella called Coleman and said prison officials were withholding his heart medication. Shortly thereafter, Berdella died of a heart attack.”